# Chambre régionale de commerce et d'industrie de Picardie
La chambre régionale de commerce et d'industrie de Picardie avait son siège à Amiens au 36, rue des Otages. Elle regroupait les CCI de Picardie.
En 2017 elle fusionne avec la CCI de région Nord de France pour devenir la CCI de région Hauts-de-France.

## Mission.
Elle était un organisme chargé de représenter les intérêts des entreprises commerciales, industrielles et de service de Picardie et de leur apporter certains services. Elle mutualisait et coordonnait les efforts des 5 CCI de Picardie.
Comme toutes les CRCI, elle était placée sous la tutelle du préfet de région représentant le ministère chargé de l'industrie et le ministère chargé des PME, du Commerce et de l'Artisanat.

### Service aux entreprises
- Création, transmission, reprise des entreprises
- Innovation ARIST
- Formation et emploi
- Services aux entreprises
- Observatoire économique régional
- Études et développement
- Aménagement et développement du territoire
- Environnement et développement durable
- Tourisme
- Appui aux entreprises du commerce
- Performance industrielle
- Appui à l’international
- Emploi et développement des compétences
- Intelligence économique
- Appui aux mutations
- Services à la personne

## CCI territoriales qui y étaient rattachées
- chambre de commerce et d'industrie de l'Aisne
- chambre de commerce et d'industrie d'Amiens
- chambre de commerce et d'industrie du Littoral normand-picard
- chambre de commerce et d'industrie de l'Oise
- chambre de commerce et d'industrie de Péronne

## Historique
1964 : Création de la CRCI
2017 : fusion avec la CCI Nord de France pour devenir la CCI de région Hauts-de-France

## Pour approfondir